# Libia en los Juegos Olímpicos de Atenas 2004
Libia estuvo representada en los Juegos Olímpicos de Atenas 2004 por ocho deportistas, seis hombres y dos mujeres, que compitieron en cinco deportes.
El portador de la bandera en la ceremonia de apertura fue el halterófilo Mohamed Eshtiwi. El equipo olímpico libio no obtuvo ninguna medalla en estos Juegos.